# Cypholophus macrocephalus
Cypholophus macrocephalus är en nässelväxtart som först beskrevs av Carl Ludwig von Blume, och fick sitt nu gällande namn av Hugh Algernon Weddell. Cypholophus macrocephalus ingår i släktet Cypholophus och familjen nässelväxter.

## Underarter
Arten delas in i följande underarter:
- C. m. heterophyllus
- C. m. mollis